# Ibbadi, Sakleshpur
Ibbadi là một làng thuộc tehsil Sakleshpur, huyện Hassan, bang Karnataka, Ấn Độ.